# Priska Doppmann
Priska Doppmann (* 10. Mai 1971) ist eine ehemalige Schweizer Radrennfahrerin.

## Sportlicher Werdegang
Doppmann begann ihre internationale Radsportkarriere 1999 beim italienischen Gas Sport Team und war 2005 bis 2008 beim Radsportteam Univega Pro Cycling Team, das 2008 Cervélo Lifeforce Pro Cycling Team hiess.
Sie siegte bei der Grande Boucle Féminine 2005 und war Zweite im Jahr 2007. Beim Giro d’Italia Femminile war sie 2004 Dritte. Weitere wichtige Siege errang sie bei der Berner Rundfahrt 2004 und bei der Tour de la Drôme 2005. Sie ist auch fünffache Schweizer Meisterin.
Priska Doppmann lebt in Immensee in der Schweiz.